# Simulium fuscatum
Simulium fuscatum är en tvåvingeart som beskrevs av Yankovsky 1996. Simulium fuscatum ingår i släktet Simulium och familjen knott. Inga underarter finns listade i Catalogue of Life.